# Barrio de la Estación (Monforte de Lemos)
El barrio de la Estación (en gallego: A Estación) es un barrio de la ciudad gallega de Monforte de Lemos, en la provincia de Lugo, España, desarrollado alrededor de la estación de ferrocarril.

## Historia
El barrio se fue desarrollando en torno a la estación de ferrocarril a partir de su inauguración en 1883. La estación se convirtió en el nudo ferroviario más importante de Galicia, al bifurcarse allí la línea procedente de la Meseta hacia Vigo y La Coruña. Comenzó una época de crecimiento social, económico y cultural del barrio de la Estación y de la ciudad de Monforte en general, en la que se crearon numerosas asociaciones políticas sociales y culturales, así como revistas y periódicos.
El crecimiento del barrio comportó la creación de nuevas calles, como la calle Leopoldo Calvo Sotelo, conocida anteriormente como José Calvo Sotelo y en tiempos de la Segunda República como Avenida Pablo Iglesias, que se abrió a finales del siglo XIX para conectar Os Chaos con la estación. También experimentaron un crecimiento notable calles como Concepción Arenal (llamada anteriormente Alfonso XIII), La Coruña (conocida como calle del Progreso hasta la época republicana), Rosalía de Castro (antiguamente calle de la Ascensión) y O Morín. En la calle Coruña existió en esos tiempos una capilla, que posteriormente fue sustituida por la actual iglesia de la parroquia de la Estación. Inicialmente el barrio no contaba con parroquia propia y los vecinos de la zona estaban asociados a la parroquia de Ribas Altas.
A lo largo de las siguientes décadas la población del barrio fue aumentando, teniendo su apogeo en los años posteriores a la Guerra Civil Española cuando muchos ferroviarios procedentes del resto de España se trasladaron a Monforte. Fue a partir de la década de 1960 cuando la población empieza a disminuir, coincidiendo con el desmantelamiento de la estación. Su nudo ferroviario, junto con el puesto de mando, fueron trasladados a Orense, mientras que la mayor parte de los talleres ferroviarios, que se consideraban los más importantes de Galicia, y entre los más importantes de España, se trasladaron a León. Empezó entonces una decadencia económica del barrio con numerosos cierres de establecimientos, pérdida de población, de servicios y empobrecimiento.

## Lugares de interés
- Estación de Monforte de Lemos
- Iglesia del Sagrado Corazón de la Estación

## Festividades
Las fiestas del barrio de la Estación se celebran en honor a la Virgen del Carmen el 16 de julio. También cabe destacar la Semana Santa, cuando se celebran procesiones el Domingo de Ramos y la Vigilia Pascual, el Sábado Santo, en la Iglesia del Sagrado Corazón.